# Natália Alexeievna da Rússia
Natália Alexeievna Romanov (em russo: Наталья Алексеевна Ромáнов; São Petersburgo, 1 de agosto; 21 de julho no calendário juliano de 1714 — Moscou, 3 de dezembro; 22 de novembro no calendário juliano de 1728) foi uma grã-duquesa da Rússia, irmã do czar Pedro II da Rússia.

## Biografia

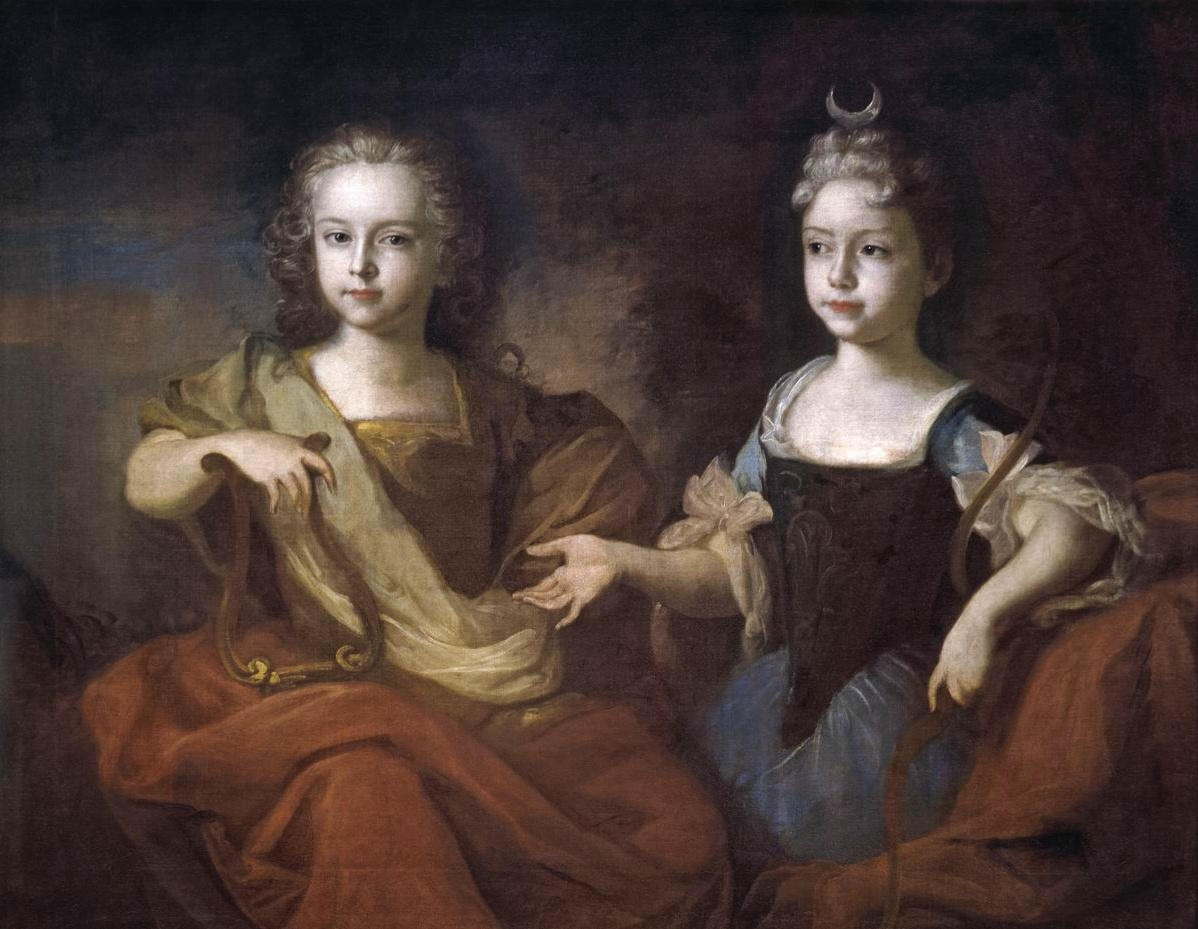
Pedro II da Rússia e sua irmã Natália Alexeievna
Por Louis Caravaque, 1722. Na Galeria Tretiakov.

Nascida em 1 de agosto de 1714 (21 de julho de 1714 no calendário juliano) em São Petersburgo, Natália Alexeievna Romanova era filha de Aleixo Petrovich, Czarevich da Rússia e Carlota Cristina de Brunsvique-Volfembutel. Seu pai era filho do czar Pedro I da Rússia, conhecido como "o Grande", e da sua primeira esposa Eudóxia Lopukhina. Natália teve um irmão mais novo, Pedro Alexeievich (o futuro Pedro II da Rússia).
Em 1718, seu pai foi condenado à morte pelo avô de Natália por tentar fazer uma revolta e tomar o poder para si; Natália e seu irmão mais novo foram condenados ao ostracismo, onde permanecem até 1719, após a morte do último filho varão sobrevivente do czar, Pedro Petrovicha, com sua segunda esposa, quando Pedro I da Rússia adota os netos e os leva consigo para viver na corte russa. 
Todavia, após a morte de Pedro I da Rússia em 1725, seria a segunda esposa de do moribundo czar que assumiria o torno como Catarina I da Rússia invés do irmão de Natália. Somente após a morte de Catarina, em 1727, o irmão de Natália ascenderia ao trono como czar Pedro II.
O governo de seu irmão foi dominado pela influência do príncipe Alexandre Danilovitch Menchikov. Nesse ínterim, Natália, a primeira-dama na corte de seu irmão, foi considerada como potencial noiva para os reis Fernando VI da Espanha e Luís XV da França. Entretanto, devido a influência de Menchikov, foi acordado que Natália se casaria com um filho do príncipe; casamento que não veio a acontecer devido a queda de Menchikov e seu exílio.
O Duque de Liria, embaixador espanhol na corte russa, escreveu em suas memórias sobre a aparência e personalidade de Natália:
| «Apesar de ter sido adornada com todas as boas qualidades possíveis, a Grã-Duquesa Natália, irmã de Pedro II, não era bela, mas, ao contrário, possuía um rosto feio, embora fosse bem constituída; mas a virtude substituiu nela a beleza: era bondosa, generosa, atenta, cheia de graça e mansidão, de modo que atraía todos para ela. Ela falava francês e alemão fluentemente, adorava ler e tratava estranhos com condescendência. Tudo isso nos fez enviar ao céu orações calorosas por sua longa vida, mas o Todo-Poderoso teve o prazer de trazê-la de volta a si, depois de uma longa doença, em 4 de dezembro de 1728, aos quinze anos de idade. Sua morte foi lamentada por russos e estrangeiros, nobres e pobres.» |

Todavia, Natália faleceria em 3 de dezembro de 1728 (22 de novembro de 1728 no calendário juliano) em Moscou. Foi sepultada no Convento da Ascensão do Kremlin; após a Revolução Russa os túmulos da antiga família imperial foram transferidos para a Catedral do Arcanjo São Miguel, mas o túmulo de Natália fora destruído.